# Žabovřesky (Brno)
Žabovřesky – historyczna gmina, dzielnica i gmina katastralna, a od 24 listopada 1990 pod nazwą Brno-Žabovřesky również część miasta Brna, o powierzchni 434,87 ha. Istnieje 118 ulic i 4008 zarejestrowanych adresów. Znajduje się tu m.in. dom studencki Kounica oraz ikona brneńskiej architektury secesyjnej - zbudowana w 1906 r. willa Dušana Jurkoviča.